# Kleinheide

Kleinheide – hier noch Heide genannt – auf der Emmius-Karte von 1599

Kleinheide ist ein Ortsteil der ostfriesischen Gemeinde Berumbur in der Samtgemeinde Hage im Landkreis Aurich in Niedersachsen. Er liegt im Osten der Gemeinde und bildet flächenmäßig den größten der drei Berumburer Ortsteile.

## Name
Der Name des Ortsteils bedeutet Kleine Heidesiedlung und korrespondiert mit dem benachbarten Großheide (Große Heidesiedlung). Er ist eine Übersetzung des ursprünglich niederdeutschen Namens Lutke Haeyde, der erstmals 1552 urkundlich erwähnt wird. Im Laufe der Geschichte wurde der Ort mehrfach umbenannt (auf der Ubbo-Emmius-Karte von 1599: Heide; in der sogenannten Kopfschatzung von 1719: Klein Heyde). Noch 1824 wurden das niederdeutsche Lütjeheid und das hochdeutsche Kleinheide nebeneinander verwendet.
Der Namensbestandteil Heide, der in einer Reihe von ostfriesischen Ortsnamen vorkommt, erinnert an die verschwundenen Heidelandschaften, die einst größere Flächen der ostfriesischen Halbinsel bestimmten und im Zuge der Kultivierungsmaßnahmen Preußens fast ganz verschwanden.

## Lage und Verkehrsanbindung
Kleinheide grenzt im Westen an die beiden Berumburer Ortsteile Berumbur und Holzdorf, im Süden und Osten an die Gemeinde Großheide sowie im Norden an den Hager Ortsteil Blandorf-Wichte. Durchzogen wird der Ort von der Straße Wichter Weg. Sie verbindet Kleinheide nach Norden mit der Landesstraße L 6, die von Carolinensiel nach Norden (Ostfriesland) führt. Nach Süden hin mündet der Wichter Weg in die Kreisstraße 204, die Berumerfehn mit Berum verbindet.

## Geschichte
Vermutlich hatten die ersten Kleinheider Siedler ihre Wohnplätze entlang der Blandorfer Ee angelegt. Hier gab es fruchtbares Ackerland „in der sonst kargen Geest“. In der Kopfschatzung von 1719, einer Steuererhebung, die wegen der Finanzierung des Wiederaufbaus nach den verheerenden Zerstörungen durch die Weihnachtsflut von 1717 durchgeführt wurde, finden sich auch Angaben über Besitzverhältnisse und Vermögensstände Kleinheider Einwohner. Danach wohnt in Kleinheide eine „meist arme Bevölkerung“. Insgesamt sind elf Familien aufgeführt, darunter überwiegend Tagelöhner, Kinderreiche und Langzeitkranke. Nur der Rüschen, ein Wohnplatz im Nordosten Kleinheides, machte hier eine Ausnahme. Außer einem „abgelebten Mann, cum filia, pauper“ und einem Tagelöhnerehepaar lebte hier die Bauernfamilie Hinrichs. 7,5 Hektar Land befand sich in ihrem Eigentum.

### Einwohnerentwicklung
1848 lebten in Kleinheide 313 Menschen in 56 Wohngebäuden. Um 1912 zählte der Berumburer Ortsteil 385 und einhundert Jahre später 617 Einwohner.

### Schulgeschichte

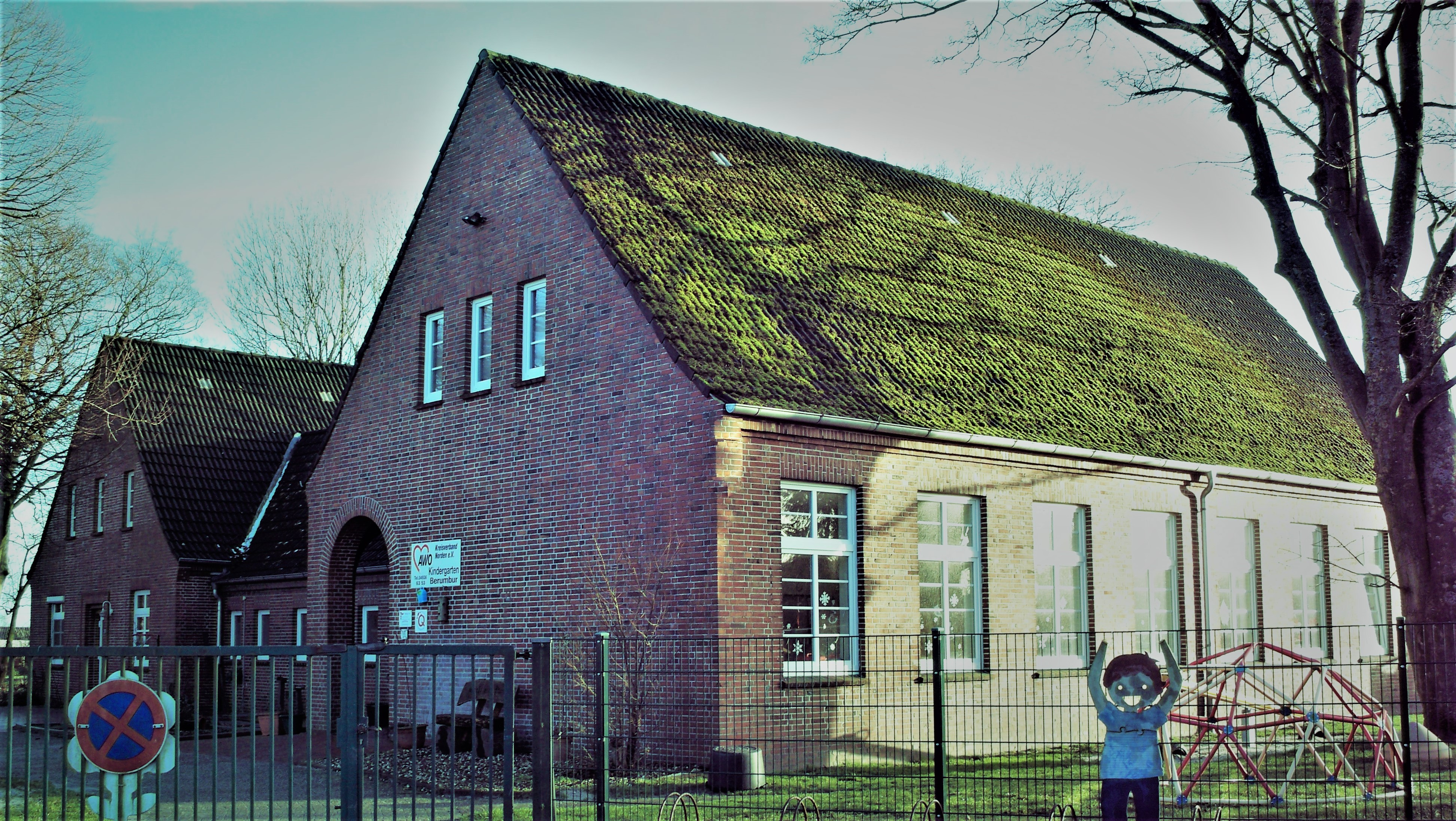
AWO-Kindergarten Kleinheide (frühere Schule)

Die Kleinheider Schulgeschichte beginnt in den 1850er Jahren mit der vorangegangenen Schließung des baufälligen Wichter Schulgebäudes. Dass seitens des Königlichen Consistoriums Aurich damals die Entscheidung für den Schulstandort Kleinheide getroffen wurde, hing mit der Entwicklung der Schülerzahlen zusammen. Während derzeit in Blandorf-Wichte nur wenige Kinder im schulpflichtigen Alter vorhanden waren, gab es in Kleinheide zwischen 60 und 70 Kinder. Unter ihnen waren – so hieß es in einer Eingabe der Kleinheider Warftleute Hinrich Janßen Heimann und Jann Tebben Slagter – „manche Kinder [...], die gleich ihren Eltern, das bittere Los der Armut fühlen; manche die in Sturm und Unwetter, barfuß und notdürftig gekleidet, ohne hinreichende Nahrung im Körper, der Stätte zueielen müssen, wo sich ihnen die Pforten der Wissenschaft öffnen.“ Im Herbst 1858 wurde die erste Kleinheider Schule errichtet. Sie bestand aus einem Klassenzimmer sowie einer Lehrerwohnung. Einige Jahre später wurde ein zweiter Klassenraum hinzugefügt und um 1907 auf dem Dachboden eine kleine Wohnung für den Hilfslehrer hergerichtet.
1887 besuchten 144 Schüler (77 Mädchen, 67 Jungen) die Kleinheider Volksschule. 1896 wurden 158 Schüler unterrichtet, später pendelte sich ihre Zahl bei 150 ein. Bedingt durch die Flüchtlingsfamilien, die nach dem Zweiten Weltkrieg in Kleinheide untergebracht waren, stieg die Schülerzahl noch einmal stark an. 224 Kinder unterschiedlicher Jahrgangsstufen wurden in nur zwei Klassenräumen unterrichtet. Erst Anfang der 1960er Jahre wurde ein neues Schulgebäude mit ausreichenden Klassen- und Fachräumen errichtet. Im Jahr 1976 wurde die Kleinheider Schule geschlossen. In ihren Räumlichkeiten richtete man einen Spielkreis ein, der 2007 in einen Kindergarten mit drei Gruppen umgewandelt wurde. Trägerin dieser vorschulischen Einrichtung ist die Arbeiterwohlfahrt.